# Spekulatius

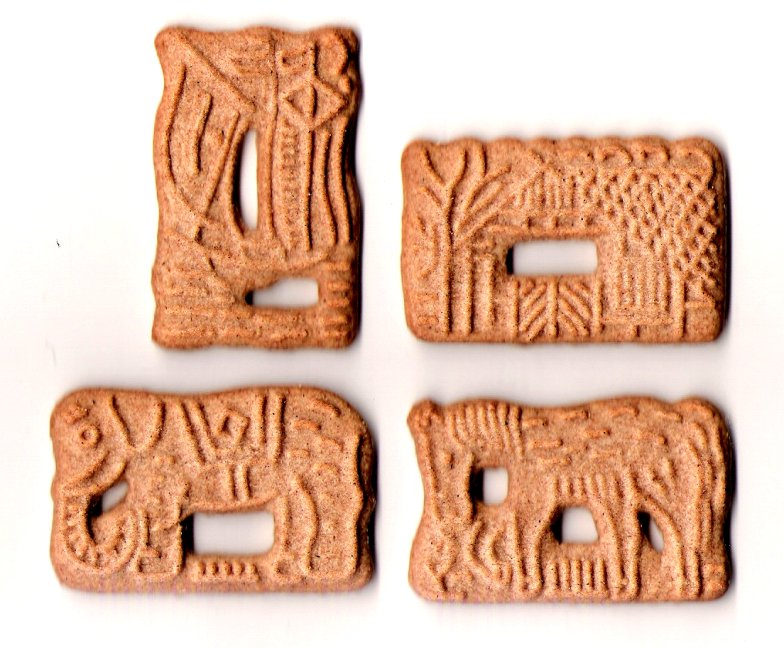
Spekulatius

Spekulatius je pečivo z křehkého těsta pocházející z Belgie, Nizozemska, Porýní a Vestfálska, v Nizozemsku se nazývá speculaas. Vyobrazení na pečivu představuje většinou motivy ze života sv. Mikuláše. Zatímco v Německu je koření používané na spekulatius typicky vánoční, v Nizozemsku se spekulatius jí během celého roku. Spekulatius se jí celoročně i v Indonésii – jedné z dřívějších nizozemských kolonií.
Spekulatius se vyrábí z křehkého těsta a před pečením se opatřuje motivem formou ze dřeva nebo z kovu. Nejčastější je Gewürzspekulatius – spekulatius s kořením, který dostává svou typickou chuť díky kardamomu, skořici a hřebíčku. Existuje i mandlový spekulatius, na který se před pečením ze spodní strany nanášejí mandle, a máslový spekulatius, který obsahuje výrazný podíl másla.